# Huxelrebe
Le  huxelrebe  est un cépage de cuve allemand de raisins blancs.

## Origine et répartition géographique
Le cépage est une obtention de Georg Scheu à l'Institut Landesanstalt für Rebenzüchtung à Alzey. L'origine génétique est vérifiée et c'est un croisement des cépages chasselas x  Muscat précoce de Saumur,  réalisé en 1927. Le cépage est autorisé dans de nombreux Länder en Allemagne. La superficie plantée est en régression : elle est passée de 1 474 hectares en 1994 à 991 hectares en 2004 et 396 hectares en 2019
Source: Statistisches Bundesamt (2021): Land- und Forstwirtschaft, Fischerei. Landwirtschaftliche Bodennutzung – Rebflächen. Fachserie 3 Reihe 3.1.5.
Le nom du cépage a été choisi en hommage à Fritz Huxel, viticulteur à Westhofen près de Worms, l’un des premiers à avoir planté ce cépage et à l’avoir fait connaître et apprécier.

## Caractères ampélographiques
- Extrémité du jeune rameau : aspect cotonneux  blanc
- Feuilles adultes de 3 à 5 lobes, avec un sinus pétiolaire en V étroit ou en lyre à bords superposés, dents ogivales, larges, en deux séries, un limbe aranéeux.

## Aptitudes culturales
La maturité est de première époque tardive: 5 à 6 jours après le chasselas.

## Potentiel technologique
Les grappes sont grandes et les baies sont de grande taille. La grappe est cylindrique ou conique, ailée et moyennement compacte. Le cépage est de bonne vigueur mais moyennement fertile. Il est légèrement sensible à la pourriture grise. Le cépage donne des vins blancs élégants, légèrement musqués, gardant une bonne acidité. En vendange tardive, la qualité des vins est élevée.

## Synonymes
Le  huxelrebe  est connu sous le sigle AZ 3962.